# Banca di Thailandia
La Banca di Thailandia (in thailandese ธนาคารแห่งประเทศไทย, Ṭhnākhār h̄æ̀ng pratheṣ̄thịy) è la banca centrale della Thailandia. La valuta della banca è il baht thailandese.
Parte degli uffici della banca è ospitata nel palazzo Bang Khun Prom a Bangkok.